# تاريخ ميونخ

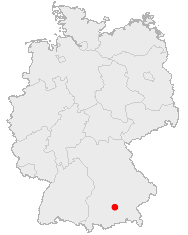
موقع ميونخ في ألمانيا

تأسست المدينة إلى جانب مستوطنة الكاهن مونيشن (باللاتينية Monacum, Monachium) على يد ويلف هنري الملقب بالأسد، دوق ساكسونيا وبافاريا. نمت القرية إلى جانب كنيسة القديس بطرس الحالية بجانب جسر، الذي بناه هنري على نهر إيزار. لإجبار التجار على استخدام الجسر واقتطاع مبلغ معين لقاء ذلك، قام هنري بتدمير جسر قريب تعود ملكيته لأوتو من فريزنغ. نشأ بعدها صراع على سلطة ميونخ، بعد تدخل الإمبراطور فريدريش الأول بارباروسا، تم حل النزاع وظهرت بعدها ميونخ كبلدة تجارة مهمة في المنطقة. بعد حوالي عقدين من الزمن حصلت ميونخ على صفة المدينة وتم تحصينها. أصبحت عام 1255 مقر عدة أمراء وفي عام 1314 اتخذها الملك لودفيغ الرابع مقرا له، توج عام 1328 ليصبح قيصرا. أدخل تحسينات عدة على ميونخ ونمت في عهده بسرعة. أصبحت ميونخ عاصمة بافاريا عام 1506. في العقود اللاحقة صارت ميونخ مركزا مهما لعصر النهضة ومركزا لمناهضة الإصلاح الديني في ألمانيا الذي بدأه مارتن لوثر. في خضم الحروب التي أقيمت على اثر الانشقاق في الكنيسة، احتلت القوات السويدية (اللوثرية) ميونخ (الكاثوليكية) في عام 1632. أثر ذلك، ومعه وباء الطاعون الذي انتشر في المدينة لاحقا، على النمو السكاني في المدينة، حيث خسرت في هذه الفترة ثلث سكانها. بعد نهاية حرب الثلاثين عاما 1648، تعافت ميونخ بسرعة وبدأ طابع البناء الباروك الإيطالي بالانتشار فيها. بعد تحالف القيصر ماكسيميليان الثاني مع فرنسا، احتلت القوات الإسبانية المدينة 1704 لعدة سنوات تحت حكم آل هابسبورغ.
نمت المدينة سكانيا بشكل كبير منذ نهاية القرن الثامن عشر، حيث لوحظ تضاعف عدد السكان كل 30 عام. كان عدد سكانها على سبيل المثال عام 1701 حوالي 24,000، في 1871 170,000 نسمة، في 1933 840,000 نسمة.
باني ميونخ الحقيقي كان الملك لودفيغ الثاني، الذي حكم ما بين 1825 إلى 1848. جعل من المدينة مركزا تجاريا وثقافيا مهما في أوروبا.
بعد نهاية الحرب العالمية الأولى عاشت ميونخ أحد أسوأ فتراتها على مر العصور، حيث انتشر الدمار والسرقة والفقر والجوع والبطالة، مما مهد الطريق لبزوغ نجم الفكر اليميني المتشدد الذي عرف فيما بعد بالفكر النازي. قاد الزعيم اليميني أدولف هتلر المسيرة النازية الشهيرة عام 1923 إلى صالة رجال الساحة (هيرنفيلد هاله) في قلب ميونخ، حاول من خلالها عمل ثورة شعبية ضد الدولة ولكنه فشل. بعد عشرة سنوات، تسلم هتلر المستشارية في ألمانيا بطريقة ديمقراطية. أعلن هتلر مدينة ميونخ عام 1935 «كعاصمة الحركة». دمرت أجزاء كبيرة من المدينة خلال الحرب العالمية الثانية، ولكن في فترة الخمسينيات والستينيات أعيد إعمار ميونخ ونمت بسرعة لتصبح مدينة يفوق عدد سكانها المليون نسمة. أقيمت فيها الألعاب الأوليمبية الصيفية عام 1972 وكانت أحد مدن كأس العالم لكرة القدم التي أقيمت في ألمانيا عام 1974. أقيمت فيها مباراة افتتاح كأس العالم لكرة القدم 2006 بين منتخبي ألمانيا وكوستاريكا.

## المنشأ والعصور الوسطى
يعود تاريخ أول ذكر لمدينة ميونخ ضمن وثيقة إلى العام 1158م. وقد تأسست المدينة على يد هنري قلب الأسد دوق ساكسونيا وبافاريا. من بعد هذا بحوالي العقدين في العام 1175م، حازت ميونخ رسمياً على لقب المدينة وتم تحصينها. في العام 1180م، وبعد محاكمة هنري قلب الأسد، أصبح أوتو الأول فيتلسباخ (بالألمانية: Otto I Wittelsbach)‏ حاكماً لولاية بافاريا، وقد بقيت عائلة الفيتلسباخ تحكم بافاريا حتى العام 1918م. وعندما انقسمت بافاريا إلى قسمين في العام 1255م، أصبحت ميونخ مقر حكام (دوقات) بافاريا العليا. وقد شهدت ميونخ في أواخر القرن الخامس عشر حركة إحياء للفنون القوطية تمثلت بتوسيع مبنى البلدية وإنشاء أكبر كنيسة قوطية في ميونخ- الآن كاتدرائية- خلال مدة 20 عاماً.

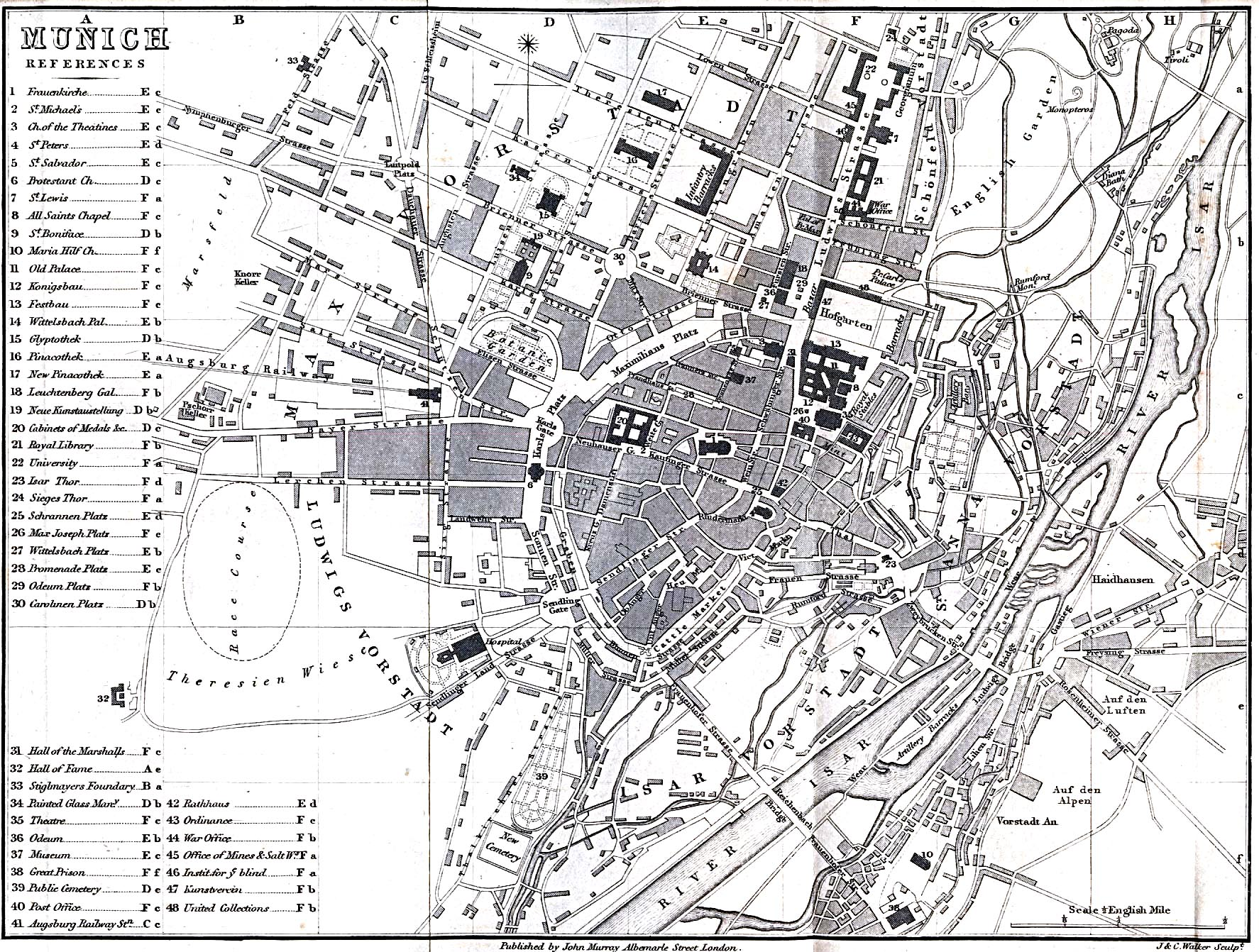
ميونخ في العام 1858

## ميونخ عاصمة بافاريا المتحدة
عندما اتحدت بافاريا في العام 1506 أصبحت ميونخ عاصمة للمنطقة كلها. وخلال القرن السادس عشر، أصبحت ميونخ مركزاً لحركة الإصلاح ومركزاً للنهضة الفنية أيضاً. إلا أن المدينة وقعت في يد ملك إسبانيا غوستاف الثاني أدولف في العام 1632م. كما أن انتشار الطاعون الدبلي خلال العامين 1934و1935م أدى إلى وفاة حوالي ثلثي سكان المنطقة.
في العام 1806م، أصبحت ميونخ عاصمة مملكة بافاريا الجديدة بوجود برلمان المدينة وأبرشية ميونخ وفريسنغ في المدينة. وبعد هذ بعشرين عاماً، تم نقل جامعة لاندشت إلى ميونخ. يجدر الإشارة إلى أن العديد من أروع الأبنية في المدينة تعود إلى هذه الفترة وبنيت تحت رعاية الملوك البافاريين الثلاثة الأوائل.

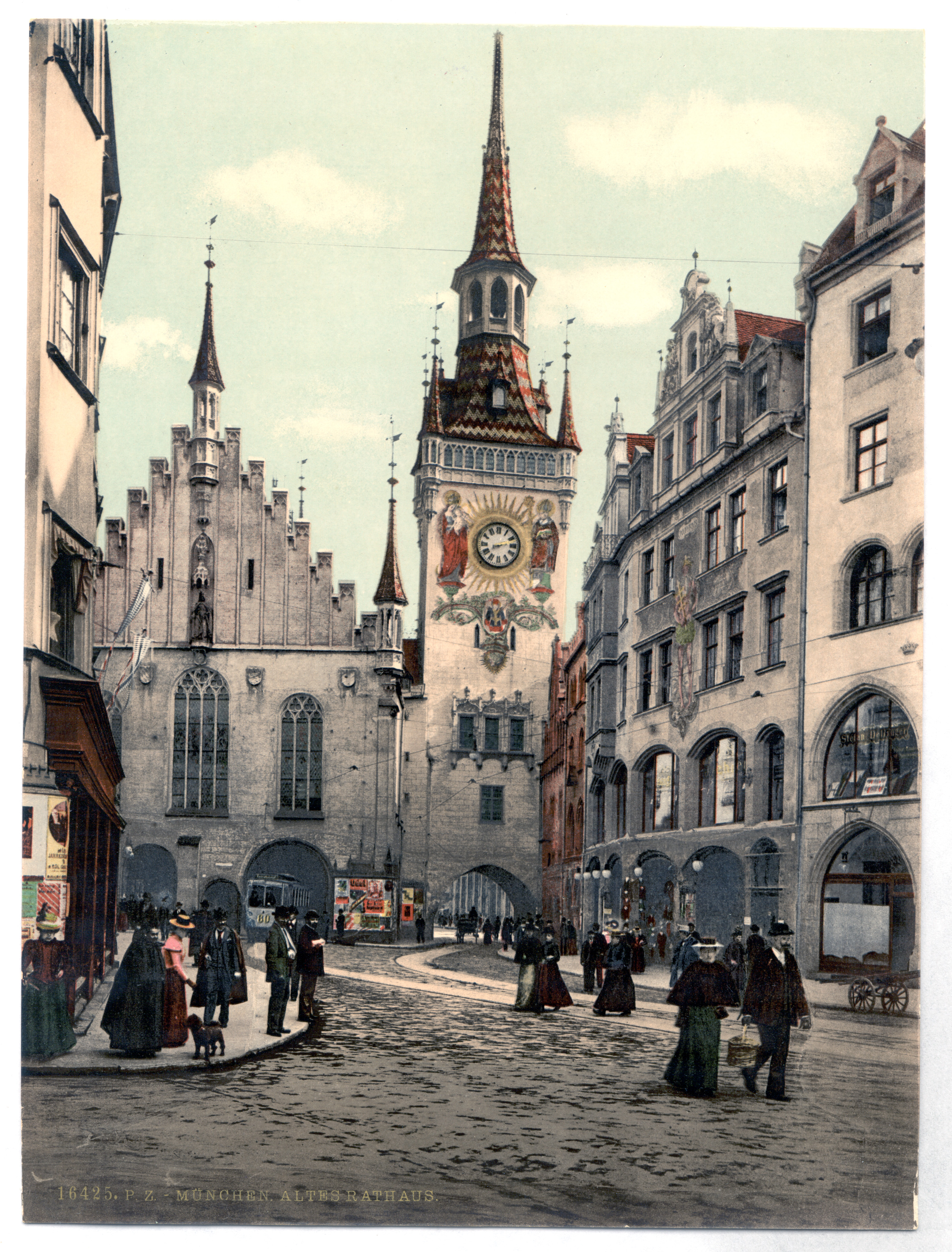
مبنى البلدية القديم في القرن التاسع عشر

## الحربين العالميتين الأولى والثانية
بعد اندلاع الحرب العالمية الأولى، أصبحت الحياة في ميونخ صعبةً جداً نتيجة لنقص الماء الوقود بعد الحصار الذي فرضه الأحلاف على المدينة. وقد سقطت على ميونخ 3 قنابل في العام 1916م خلال الغارات الجوية الفرنسية.
وفي شهر شباط من العام 1919م، أعلن عن قيام جمهورية بافاريا السوفياتية، إلا أن الجمهورية السوفياتية تفككت في أيار من العام نفسه على يد الفريكوربس (بالألمانية: Freikorps)، وتمت استعادة الحكومة الجمهورية.
وقد أصبحت ميونخ تدريجياً مقراً لسياسات الحزب اليميني، الذي الذي كان يضم آنذاك أدولف هتلر والاشتراكية الوطنية. وقد حاول هتلر واتباعه الذين تمركزوا في ميونخ أن يضعوا يدهم على السلطة في ميونخ، إلا أن محاولتهم باءت بالفشل. وقد أصبحت المدينة معقلاً للنازية عندما تمكنت الاشتراكية الوطنية من الاستيلاء على السلطة في ألمانيا في العام 1933م.
كما أن ميونخ كانت قاعدة لحركة الوردة البيضاء للمقاومة، التي شكلها مجموعة من الطلاب منذ العام 1942م إلى العام 1943م، والتي أعدم أعضاءها الأساسيون بعد توزيعهم منشورات في جامعة ميونخ.
وخلال الحرب العالمية الثانية تعرضت المدينة لأضرار جسيمة جراء قنابل التحالف، حيث وضعت المدينة تحت 71 غارة جوية خلال فترة 6 أعوام.

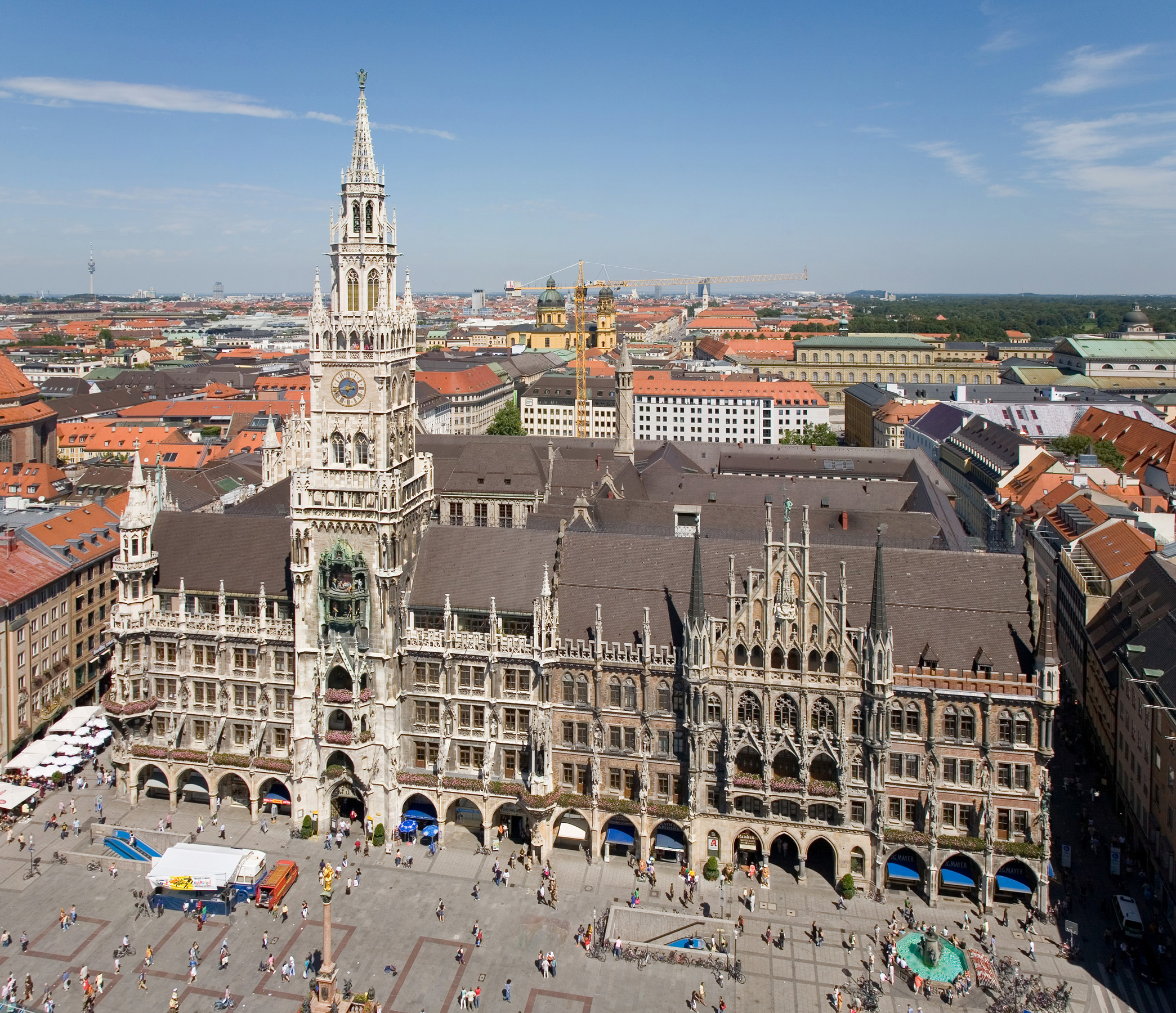
مبنى البلدية الجديد في العام 2006

## ميونخ بعد الحرب
بعد نهاية الحرب العالمية الأولى عاشت ميونخ أحد أسوأ فتراتها على مر العصور، حيث انتشر الدمار والسرقة والفقر والجوع والبطالة، مما مهد الطريق لبزوغ نجم الفكر اليميني المتشدد الذي عرف فيما بعد بالفكر النازي. قاد الزعيم اليميني أدولف هتلر المسيرة النازية الشهيرة عام 1923 إلى صالة رجال الساحة (هيرنفيلد هاله) في قلب ميونخ، حاول من خلالها عمل ثورة شعبية ضد الدولة ولكنه فشل. بعد عشرة سنوات، تسلم هتلر المستشارية في ألمانيا بطريقة ديمقراطية. أعلن هتلر مدينة ميونخ عام 1935 «كعاصمة الحركة». دمرت أجزاء كبيرة من المدينة خلال الحرب العالمية الثانية. وقع الاحتلال الأميريكي لميونخ في العام 1945م ولكن في فترة الخمسينيات والستينيات أعيد إعمار ميونخ ونمت بسرعة لتصبح مدينة يفوق عدد سكانها المليون نسمة. أقيمت فيها الألعاب الأوليمبية الصيفية عام 1972 وكانت أحد مدن كأس العالم لكرة القدم التي أقيمت في ألمانيا عام 1974. أقيمت فيها مباراة افتتاح كأس العالم لكرة القدم 2006 بين منتخبي ألمانيا وكوستاريكا.